# Brunbeck
Brunbeck ist ein Ortsteil der Mittelstadt Wegberg im Kreis Heinsberg im Bundesland Nordrhein-Westfalen.

## Geografie

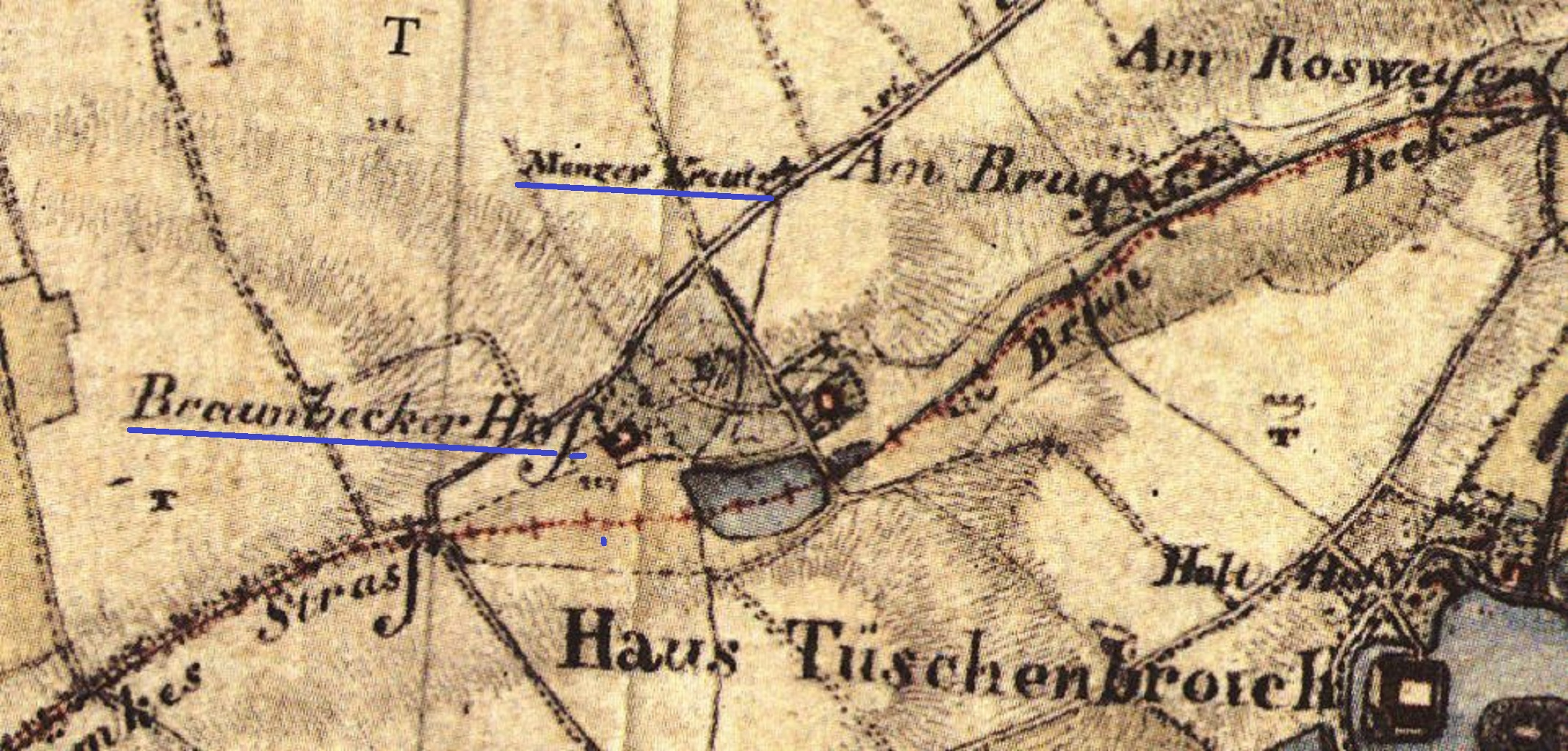
Tranchotkarte von 1806 mit Markierung des Brunbecker Hofes und des ehemaligen Standortes des Menzeskreuzes

### Lage
Brunbeck liegt südwestlich von Wegberg.

### Nachbarorte
| Bischofshütte | Klinkum                                     | Wegberg |
| Wildenrath    | Kompassrose, die auf Nachbargemeinden zeigt | Broich  |
|               | Tüschenbroich                               |         |

## Geschichte
Der Ort Brunbeck hat wahrscheinlich seinen Namen vom heute nur noch periodisch fließenden Bach Brunbeek. Dieser verläuft von Brunbeck in nordöstlicher Richtung an Broich vorbei und mündet in Watern in die Schwalm.
Der Weiler Brunbeck ist Broich benachbart. 
Brunbeck und Broich gehörten (anders als das benachbarte jülichsche Tüschenbroich) bis 1794 zu  Geldern,  Oberquartier Roermond.
Es zählte 1912 5 Wohnhäuser, 5 Haushaltungen mit 10 männlichen, 11 weiblichen, zusammen 21 Einwohnern.
Im Jahr 2021 lebten in Brunbeck 56 Personen.

## Infrastruktur
Der Ort ist ländlich geprägt und ohne Durchgangsverkehr. Landwirtschaft und Pferdehaltung gehören hier zum Alltag.

## Sehenswürdigkeiten

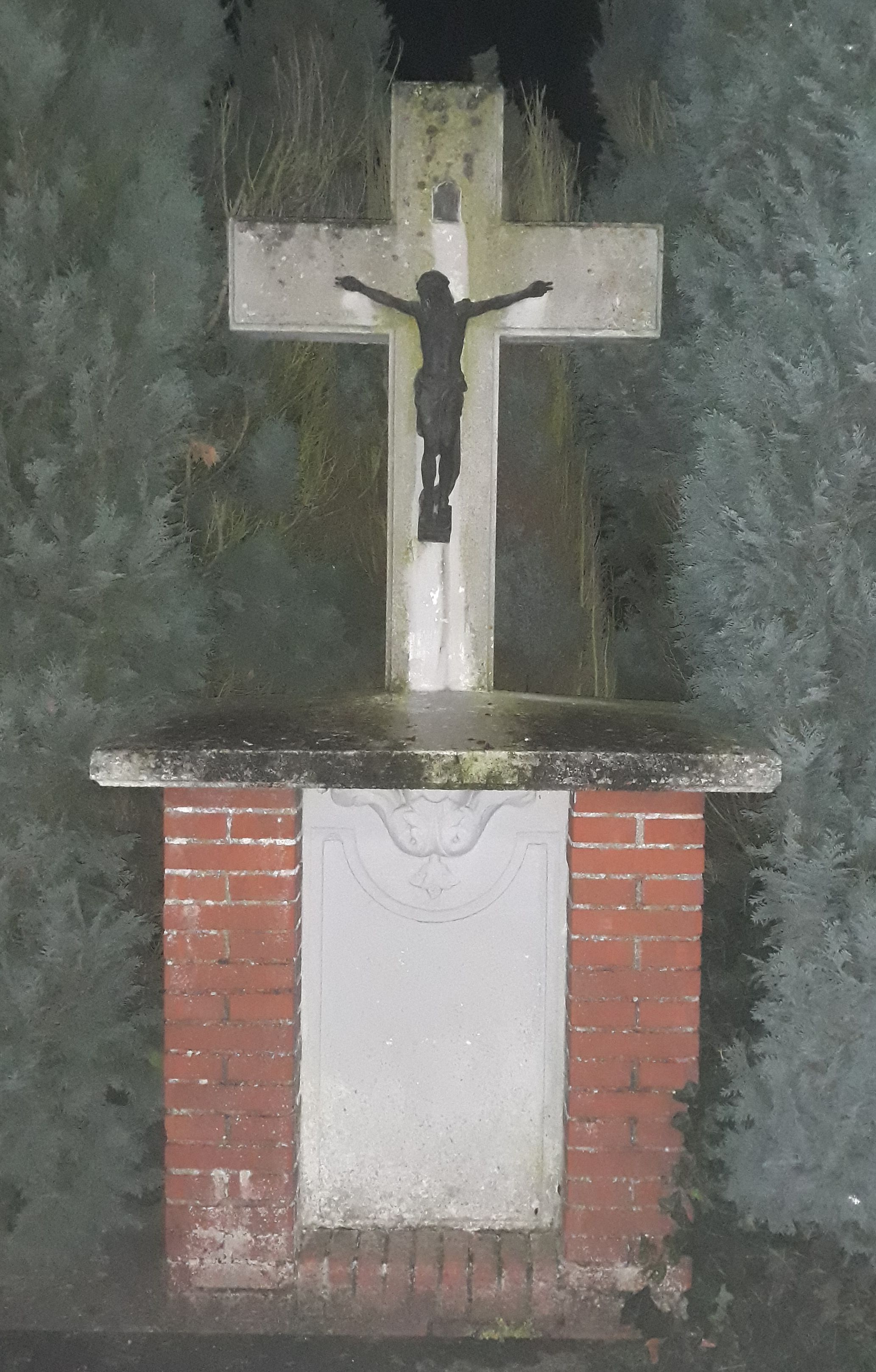
Menzeskreuz in Brunbeck

- Dorfkreuz in Brunbeck mit einem originalen Rokoko-Ornament „Dieses steinerne Denkmal wurde 1741 zunächst am alten Leichenweg durch die Eheleute Petrus Menz und Catharina Gotzens errichtet. 1963 wurde es am Ortseingang in veränderter Form aufgestellt, nachdem der alte Hof abgerissen worden war.“[6]

## Vereine
- Dorfgemeinschaft Brunbeck-Broich
- Freiwillige Feuerwehr Wegberg, Löschgruppe Tüschenbroich, zuständig auch für die Ortschaft Brunbeck